# Касиян, Василий Ильич
Василий Ильич Касия́н (укр. Василь Ілліч Касіян; 1896—1976) — советский график, педагог. Академик АХ СССР (1947). Герой Социалистического Труда (1974). Народный художник СССР (1944).

## Биография
Родился 1 (15) января 1899 года в селе Микулинцы (ныне в черте Снятына, Ивано-Франковская область, Украина) в многодетной семье.
С детства у него проявился талант художника. Окончил Коломыйскую гимназию.
Участник Первой мировой войны в рядах Австро-Венгерской армии.
После войны учился изобразительному искусству с 1920 по 1926 в Пражской Академии изящных искусств под руководством профессора и ректора академии, одного из известных графиков современности М. Швабинского. Изучив лучшие образцы западной и восточной гравюры, выполнил серию ранних гравюр на дереве, в которую входили портреты, жанровые картины, иллюстрации, которые были сделаны художником под влиянием украинской гравюры XVI—XVIII столетий, которую также изучал и высоко ценил. За годы учёбы в совершенстве овладел техникой линогравюры, офорта, умело используя, в частности, рембрандтовскую светотень («Лепта», «Гайдамаки», 1922).
В 1923 году переселился в СССР и принял советское гражданство, в 1927, будучи уже признанным художником-графиком переехал в Украинскую ССР, в Киев. В том же году стал профессором Киевского художественного института (ныне Национальная академия изобразительного искусства и архитектуры), а позже и ряда других художественных вузов.
В 1930 году переехал в Харьков, где принял участие в организации Украинского полиграфического института (ныне Украинская академия печати), работал заведующим кафедры.
С 1930 по 1941 работал в Харьковском художественном институте (ныне Харьковская государственная академия дизайна и искусств). С 1940 года был заместителем директора института.
В это время им были созданы иллюстрации к повестям Н. В. Гоголя «Вечера на хуторе близ Диканьки», а также к книге А. В. Головко «В широкий мир». Вехой творческого наследия стало оформление и иллюстрирование «Кобзаря» (1934 год), в котором он виртуозно исполнил рисунки пером и акварелью.
С самого начала войны — член штаба по выпуску «агитокон», которые еженедельно выпускались Домом Красной Армии в Харькове. В конце января 1942 года вместе с сотрудниками Киевского и Харьковского художественных институтов был эвакуирован на станицу Талгар близ Алма-Аты, а оттуда — в Самарканд. Здесь, ярко проявился его талант — художника-плакатиста. Им выполнен ряд плакатов, таких как, «Пленные фашисты», «Свои пришли». «Нападение партизан на фашистов, занявших село», «Все силы народа на разгром врага». Одним из лучших политических плакатов времён войны стал его «В бой, славяне!» (1942).
Его гравюры («Забастовка», гравюра на дереве, 1926; серия «Днепрострой», линогравюра, 1932—1934; серия «В. И. Ленин и Украина», офорт, 1947), а также плакаты (1941—1945), рисунки и иллюстрации к произведениям классиков украинской и русской литературы отмечены экспрессией штриха, романтической приподнятостью образов.
Почетное место в творчестве мастера заняла книжная графика. Он иллюстрировал произведения И. Я. Франко, М. М. Коцюбинского, Л. Украинки и других классиков украинской литературы.
Однако главной темой его творчества была многолетняя работа по шевченковской тематике. Художник создал пять больших циклов иллюстраций и оформлений к «Кобзарю» и к отдельным изданиям «Наймычки» и «Гайдамак». В 1942 году сам художник писал: «Проиллюстрировал и оформил 102 книги (Шевченко, Франко, Маяковский, Гоголь, также и детские). На сегодня мною выполнено 500 офортов, 100 акварелей, 250 рисунков пражского пролетариата, циклы с Днепрогэса и на ХТЗ имени С. Орджоникидзе. В музее Ленина в Москве экспонируется 6 работ, — отмечает далее Василий Ильич, — в музее живописного искусства в Москве — 30 работ».
Реализм В. Касияна — это поверхностная фотографическая форма. Это образец отношения художника к жизненной правде. В основе его работ лежит простота и правдивость. Он не украшал жизнь на полотне и не боялся драматичных и даже трагических моментов. В послевоенный период работал над образом современного рабочего человека. В его цикле больших гравюр «Киевские метростроевцы» (1960) созданы портреты трудящихся, переполненных чувством собственного достоинства, духовно богатых и физически сильных. Монументальность композиции, равновесие деталей, определённая репрезентативность и статика добавляют образам удивительной силы и убедительности.
Кроме занятий изобразительным искусством написал около 30 статей по вопросам шевченковедения.
В послевоенные годы был профессором, заведующим кафедрой Киевского художественного института, заведующим отделом изобразительного искусства Института искусствоведения, фольклора и этнографии имени М. Т. Рыльского АН УССР (с 1955), членом специализированных советов по защите диссертаций.
Стал основателем целой художественной школы украинской графики. Кроме творческого труда был известным учёным, искусствоведом и теоретиком украинского и мирового искусства. За свою творческую жизнь создал около 10 тысяч работ: гравюр, офортов, иллюстраций к сочинениям классиков литературы. Работы художника хранятся в у Национальном художественном музее и других музеях Украины.
С 1947 года — действительный член АХ СССР. Дважды, в 1944—1949 и 1962—1968 годах избирался председателем правления Союза художников Украины.
Член ВКП(б) с 1946 года. Депутат Верховного Совета Украинской ССР 2, 6—9 созывов. В середине 1950-х в газете «Прикарпатская правда» поднял вопрос о переименовании города Станиславов (сейчас — Ивано-Франковск).
Василий Касиян умер 29 июня 1976 года в Киеве. Похоронен на Байковом кладбище.

## Награды и звания
- Герой Социалистического Труда (1974)
- Заслуженный деятель искусств УССР (1943)
- Народный художник СССР (1944)
- Государственная премия УССР имени Т. Г. Шевченко (1964) — за многолетнее творчество на шевченковскую тематику, эстампы, офортные иллюстрации к «Кобзарю», иллюстрации к роману О. Д. Иваненко «Пути Тараса»
- Государственная премия УССР в области науки и техники (1971) — за участие в создании 6-томной «Истории украинского искусства», Киев, 1966—70).
- Три ордена Ленина (1966, 1971, 1974)
- Два ордена Трудового Красного Знамени (22.06.1946[6], 1948)
- Орден «Знак Почёта» (1960)
- Медаль «За доблестный труд в Великой Отечественной войне 1941—1945 гг.»
- Медали

## Память
- В 1982 году в Снятине открыт Художественно-мемориальний музей В. Касияна — филиал Ивано-Франковского художественного музея. Перед музеем установлен памятник художнику.
- В 1978 году учреждена ежегодная республиканская премия имени В. И. Касияна за лучший политический плакат, художественное оформление политической литературы и художественную открытку.
- На доме в Киеве, где с 1944 по 1976 жил В. Касиян, установлена мемориальная доска. Его именем названа киевская улица.
- На могиле на Байковом кладбище установлен памятник.